# 反潮流 (政党)
反潮流（義大利語：Controcorrente）是意大利的一个小型托洛茨基主义政党。2006年，它作为重建共产党的政治派系出现，分裂自重建共产党内的革命马克思主义协会－共产主义方案派系，当时该派系决定退出重建共产党另行组建工人共产党。2010年，它成为工人国际委员会的支部。2013年，它离开重建共产党，成为独立政党。2017年，由于意见分歧，该党退出工人国际委员会。这一决定导致该党发生分裂，大部分少数派退党并组建国际抵抗，作为工人国际委员会新的意大利支部。
该党的意识形态是社会主义、马克思主义、托洛茨基主义。该党的政治立场是极左翼。该党的总部位于热那亚。该党出版刊物《抵抗》。